# Restrepia pandurata
Restrepia pandurata är en orkidéart som beskrevs av Heinrich Gustav Reichenbach. Restrepia pandurata ingår i släktet Restrepia och familjen orkidéer.
Artens utbredningsområde är Colombia. Inga underarter finns listade i Catalogue of Life.

## Bildgalleri

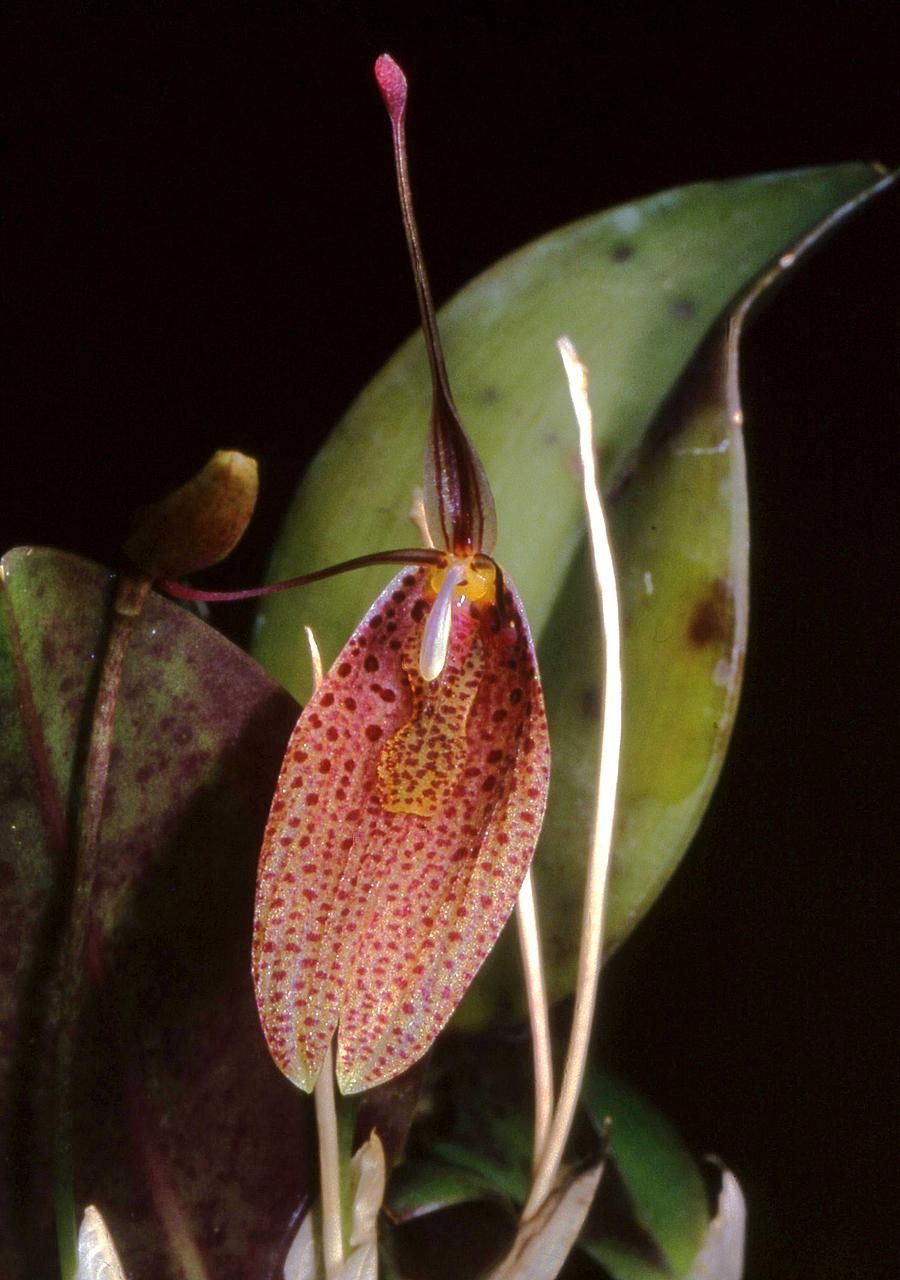